# Klášter Sainte-Catherine-du-Val-des-Écoliers
Klášter Sainte-Catherine-du-Val-des-Écoliers byl klášter v Paříži, který se nacházel ve čtvrti Marais v dnešním 4. obvodu. Klášter nechali postavit členové královy vojenské družiny na paměť vítězství v bitvě u Bouvines roku 1214. Klášter byl zbořen na konci 18. století.

## Historie
V roce 1201 se čtyři profesoři Pařížské univerzity rozhodli opustit město a odešli do pustého údolí v Champagne, kde vybudovali dům s oratoří. Jejich studenti je následovali. Utvořila se kongregace nazvaná Val-des-Écoliers. Mladí lidé, kteří vstoupili do řádu, učinili slib čistoty pod záštitou svaté Kateřiny. Za necelých 30 let měl řád 20 převorství.
V roce 1228 bylo jedno z těchto převorství založeno v Paříži díky měšťanovi Nicolasi Giboinovi, který mu daroval pozemky poblíž Porte Saint-Antoine. Jeho výstavbu realizovali členové královy vojenské družiny na paměť vítězství v bitvě u Bouvines roku 1214. Kostel sloužil vojákům pro jejich bratrstvo a mnozí zde byli pohřbeni, jako Jean de Conflans, maršál Champagne, Robert de Clermont, maršál Normandie usmrceni na příkaz Étienna Marcela nebo Jean Desmarets, sekretář Pařížského parlamentu a další zabití během povstání maillotinů.
V roce 1629 se kongregace sv. Kateřiny sloučila s kongregací sv. Geneviève a dům v Rue Saint-Antoine se stal sídlem noviciátu této nové kongregace.
V roce 1767, když již budovy byly ve špatném stavu, byl noviciát přesunut do nedalekého Jezuitského profesního domu, neboť jezuité byli vyhnáni z Francie. Po přestěhování byl klášter, jehož portál rekonstruoval François Mansart, zbořen. Na jeho místě vzniklo náměstí Place du Marché-Sainte-Catherine podle plánů Jacquese Germaina Soufflota.